# Hogback von Castledermot

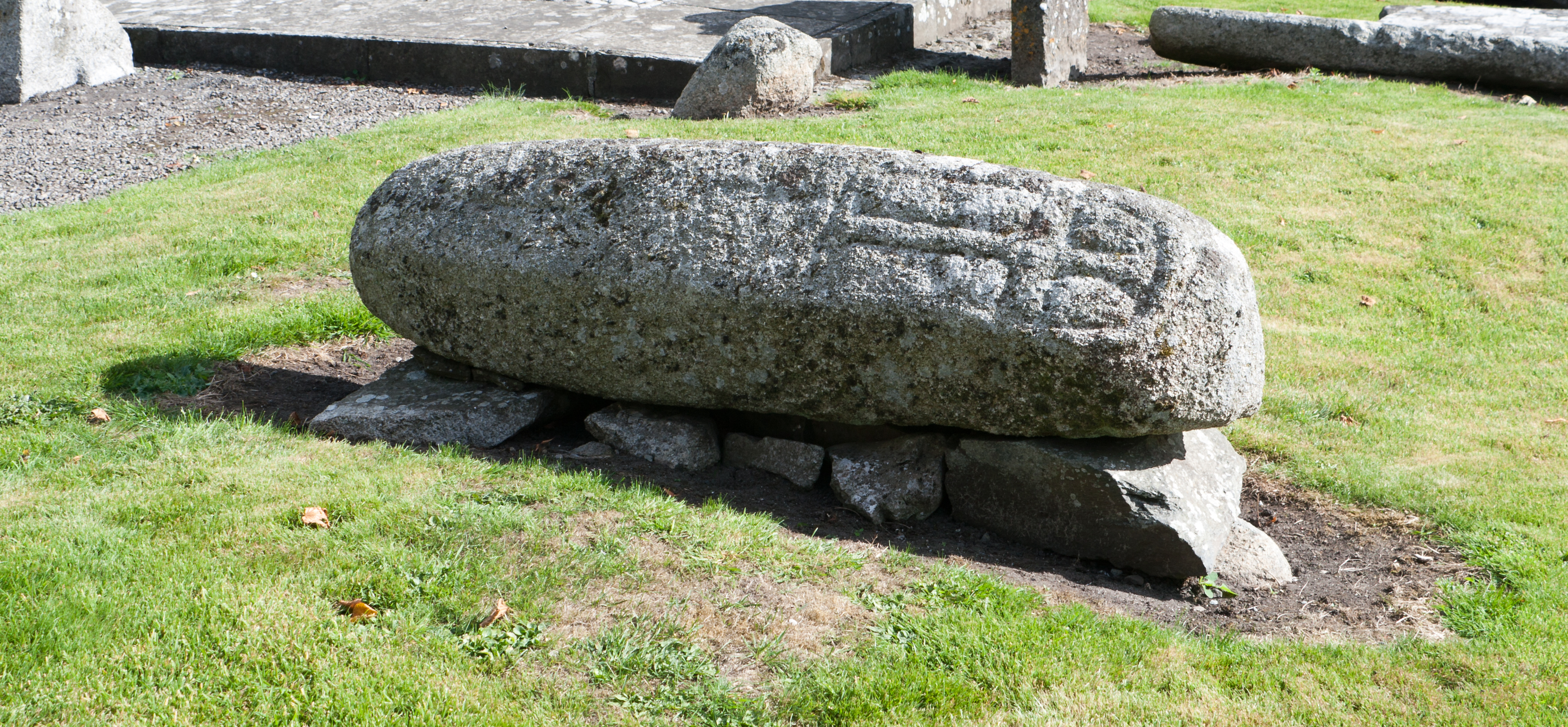
Nordseite des Hogbacks mit zwei Kreuzen

Der Hogback von Castledermot im County Kildare in Irland ist ein zwischen 900 und 1050 n. Chr. errichteter Grabstein aus Granit. Der 1967 entdeckte Hogback ist das einzige Beispiel einer ansonsten auf Großbritannien einschließlich der Orkney und der Isle of Man beschränkten Gattung von Wikinger-Grabsteinen in Irland. 
Die Quelle für den Granit ist die Tullow Pluton, in der Nähe von Castledermot, am südlichen Ende eines größten Vorkommens von Leinster Batholith auf den Britischen Inseln. Der in der Nähe gefundene Stein steht auf dem Friedhof der protestantischen Kirche von Castledermot. 
Sein Umriss ist dem eines wikingerzeitlichen Gebäudes (vergl. z. B. Fyrkat und Trelleborg) nachempfunden, also das Dach über die Länge wie ein Schweinerücken gebogen und die seitlichen Wände gebaucht. Der Stein ist etwa 1,8 m lang und im Westen 34 in der Mitte 44 und am Ostende 25 cm breit. Seine Höhe beträgt im Westen 26,5 cm in der Mitte 43 cm und am Ostende 23,5 cm. 
Diese Art von Monumenten entstand in den Wikingersiedlungen von Yorkshire, wurde aber auch in Schottland gefunden, während sie in Dänemark und Skandinavien fehlen. Die Grabschreine bei Banagher in Derry und St. Tighernachs bei Clones werden Leichenhäuser genannt. Andere Grabschreine erhielten den Begriff Haus, wie St. Molaises Haus auf Devenish Island und das Priesterhaus in Glendalough. James T. Lang ist der Ansicht, dass dem irischen Steinmetzen dieser Denkmal-Typ fremd war und er nach einer Beschreibung von Hogbacks arbeitete, die jemand in Cumberland oder Yorkshire gesehen hatte.